# Růže (Eva Watson-Schütze)

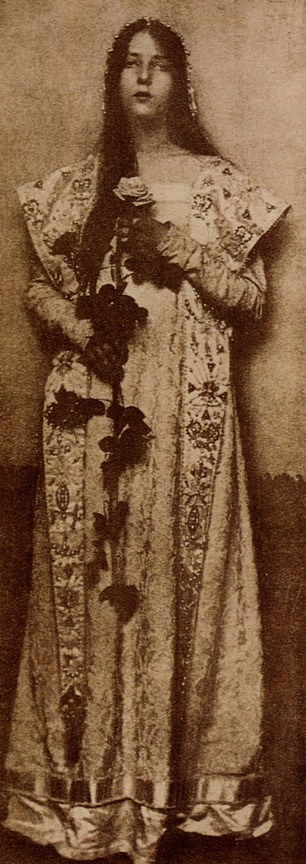
Eva Watson-Schütze: Růže, heliogravura publikovaná v magazínu Camera Work, No 9, 1905, gumotiskový dvojchromanový proces, 34×12,7 cm

Snímek Růže (Rosa) pořídila americká fotografka skotského původu Eva Watson-Schütze před rokem 1903 v prerafaelitském stylu metodou gumotiskového dvojchromanového procesu. Snímek byl publikován v roce 1905 v magazínu Camera Work číslo 9 jako heliogravura, ale existuje více verzí, například polotónový tisk na hedvábném papíře nebo látce. Fotografie byla otištěna nejen v legendárním časopisu, ale byla také předmětem výstav spolku Fotosecese v době rozkvětu piktorialismu – především ve Stieglitzově Galerii 291 – a stala se součástí řady soukromých i muzeálních sbírek.

## Historie fotografie
Eva Watson-Schütze (16. září 1867 – 1935) byla americká fotografka a malířka, jedna ze zakládajících členů spolku Fotosecese a známá svým piktorialistickým stylem. V roce 1905 ji Joseph Keiley dokonce uvedl, že byla „jedním z nejochvějnějších a nejupřímnějších nositelů myšlenky piktorialistického hnutí v Americe“.
Snímku dominuje mladá žena ve středové kompozici na jednoduchém studiovém pozadí, díky kterému vynikl nepravidelný obrys šatů zdůrazněný vyšívanou látkou se vzory, který má dívka od ramenou téměř k zemi. Dívka má neutrální výraz a hledí přímo do fotoaparátu, což přispívá k pocitu rovinnosti, plochosti.
Prakticky každý element vertikálu zdůrazňuje – účes, výšivky, růže nebo sestupný zužující se lem a také neobvyklý formát – vysoký, úzký obdélník o rozměrech 34×12,7 cm, bez velkých okrajů. Zvolená taktika svislých linií v kompozici budí dojem výšky, síly, mohutnosti a vznešenosti. Kromě toho drží v rukách nejdůležitější symbol této fotografie – plně rozvitou růži, jejíž stonek sahá od krku až po kolena a zdůrazňuje dívčinu štíhlost. Ve snímku jsou pouze dvě nenápadné vodorovné linie. Široká lesklá saténová stuha šatů dole a rozhraní tmavé a světlé plochy na pozadí mírně pod polovinou snímku. Osovou symetrii narušuje jednak účes dívky, ale také její ruce držící květinu. Ruce tvoří zleva doprava klesající diagonálu, což působí dynamicky jako zrychlení (klesání) a při svém neukončení naznačuje pokračování děje. Změna rytmu působí zajímavě a do jinak statického a plochého snímku přidává dynamiku.
Růže jako květ je symbolem odvozeným z antického mýtu o smrti Adónise, milence Afrodity. Z jeho krve vyrostly první červené růže a staly se symbolem znovuzrození a lásky, která zvítězila nad smrtí. Od pradávných časů byla růže symbolem mlčení: V řecké mytologii o Erotovi Erós daroval růži bohovi ticha. V keltské lidové pověsti bývá každý měsíc za novu křičící duch umlčen divokou růží. Podle biblických legend, byla původní růže v zahradě Eden bílá, ale zčervenala studem po pádu Adama a Evy.
Snímkem Růže se inspirovala piktorialistická fotografka Jane Reece, která v roce 1907 pořídila svůj autoportrét Dívka s vánoční hvězdou.

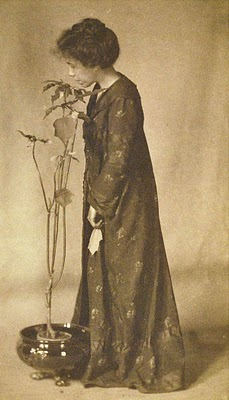
Jane Reece: Dívka s vánoční hvězdou (The Poinsettia Girl), 1907, autoportrét